# Andobana multipunctata
Andobana multipunctata är en fjärilsart som beskrevs av Druce 1899. Andobana multipunctata ingår i släktet Andobana och familjen nattflyn. Inga underarter finns listade i Catalogue of Life.